# Norbert Jürgen Schneider
Pour les articles homonymes, voir Schneider.
Norbert Jürgen Schneider, dit Enjott Schneider est un compositeur et acteur allemand né le 25 mai 1950 à Weil am Rhein (Allemagne).

## Filmographie

### comme compositeur
- 1978 : Wir sind Utopia (TV)
- 1984 : Verbotene Hilfe
- 1984 : Lettow-Vorbeck: Der deutsch-ostafrikanische Imperativ
- 1985 : Weißblaue Geschichten (série télévisée)
- 1987 : Kinder aus Stein (TV)
- 1989 : Herbstmilch
- 1991 : Leporella (TV)
- 1991 : Rama Dama
- 1991 : Wildfeuer
- 1992 : Leise Schatten
- 1993 : Stalingrad
- 1994 : Verliebt, verlobt, verheiratet (série télévisée)
- 1994 : Gefangene Liebe (TV)
- 1994 : Charlie & Louise - Das doppelte Lottchen
- 1994 : Le Pandore (Wachtmeister Zumbühl)
- 1994 : Himmel und Hölle (TV)
- 1995 : Die Sängerknaben (feuilleton TV)
- 1995 : Anna - Im Banne des Bösen (TV)
- 1995 : Jede Menge Leben (série télévisée)
- 1995 : Frère sommeil (Schlafes Bruder)
- 1995 : Les Roses du mal (Mit verbundenen Augen) (TV)
- 1995 : Vater wider Willen (série télévisée)
- 1996 : Zerrissene Herzen (TV)
- 1996 : Maja (TV)
- 1996 : Fähre in den Tod (TV)
- 1996 : Polizeiruf 110 - Kleine Dealer, große Träume (TV)
- 1996 : Adieu, mon ami (TV)
- 1996 : Das Mädchen Rosemarie (TV)
- 1997 : Wenn der Präsident 2x klingelt (TV)
- 1997 : Ein Vater sieht rot (TV)
- 1997 : Ein Unvergeßliches Wochenende... am Tegernsee (TV)
- 1997 : Der Doppelgänger (TV)
- 1997 : Die Drei Mädels von der Tankstelle
- 1997 : Tatort - Bienzle und der tiefe Sturz (TV)
- 1997 : Winterkind (TV)
- 1997 : Sardsch (feuilleton TV)
- 1998 : Tatort - Ein Hauch von Hollywood (TV)
- 1998 : Im Atem der Berge (TV)
- 1998 : 23
- 1998 : Ärzte: Hoffnung für Julia (TV)
- 1999 : Wer liebt, dem wachsen Flügel...
- 1999 : Das Tal der Schatten
- 1999 : Wilder Kaiser (TV)
- 2000 : Weißblaue Geschichten (TV)
- 2000 : Die Blauen und die grauen Tage (TV)
- 2000 : La Joyeuse entreprise (Scheidung auf Rädern) (TV)
- 2000 : Der Schnapper: Ein Toter kehrt zurück (TV)
- 2000 : Jahrestage ("Jahrestage") (feuilleton TV)

### comme acteur
- 2000 : Marlene : Dirigent New York

## Discographie
- 2023 : Enjott Schneider: Sacred Music, Vol. 7[1] avec Valer Barna-Sabadus, chez Ambiente